# Boletín Salesiano
El Boletín Salesiano (en italiano, Il Bollettino Salesiano) es una publicación oficial de la Congregación Salesiana y de la Familia Salesiana. Fue fundado por Juan Bosco en Turín en 1877 como una revista mensual destinada a mantener informados a los salesianos, la Familia Salesiana, y la comunidad en general sobre los acontecimientos más relevantes relacionados con las obras salesianas, misioneras y actividades sociales de la Congregación.
El Boletín Salesiano ha jugado un papel clave en la difusión del trabajo de la Congregación Salesiana en todo el mundo. Con el crecimiento de la obra salesiana y la creación de nuevas inspectorías y regiones con diferentes idiomas y culturas, la publicación se diversificó en boletines regionales o inspectoriales. En la actualidad, existen 56 ediciones diferentes publicadas en 29 idiomas y distribuidas en 135 países.

## Historia
El Boletín Salesiano fue creado por Don Bosco en 1877 para conectar y comunicar a la creciente comunidad de salesianos y a sus simpatizantes en todo el mundo. Su propósito inicial era informar sobre los progresos de las obras salesianas, tanto locales como internacionales, y sobre las misiones y eventos importantes en los que la Congregación estaba involucrada. La publicación también buscaba inspirar a sus lectores a participar en la misión salesiana, la cual se enfoca en el cuidado y educación de los jóvenes y el servicio a la Iglesia y la sociedad.
Con el tiempo, y tras la muerte de Don Bosco en 1888, el boletín continuó expandiéndose y adaptándose a las necesidades de las diferentes regiones del mundo donde los salesianos estaban presentes, manteniendo su función informativa y misionera.

## Propósitos
Según la edición inaugural de 1877, el objetivo del Boletín Salesiano es rendir un informe de las actividades realizadas y los proyectos futuros, siguiendo el espíritu de la misión salesiana: el cuidado de las almas y el bienestar de la sociedad civil. La publicación también presenta reflexiones del director de la obra, así como noticias destacadas sobre la Iglesia y la humanidad, especialmente en relación con las tierras de misión.

## Ediciones actuales
Hoy en día, el Boletín Salesiano sigue siendo un medio de comunicación clave para la Familia Salesiana. Además de mantener informada a la comunidad sobre las actividades salesianas, sirve como una plataforma para compartir experiencias, noticias e historias inspiradoras de las misiones salesianas en todo el mundo. Las diferentes ediciones del boletín reflejan la diversidad cultural y lingüística de los países donde está presente la obra salesiana.